# Laila Stieler
Pour les articles homonymes, voir Stieler.
Laila Stieler, née en 1965 à Neustadt an der Orla (Allemagne de l'Est), est une scénariste, dramaturge et productrice allemande.

## Biographie
Après avoir obtenu son diplôme d'études secondaires et effectué un stage à la Deutscher Fernsehfunk de 1986 à 1990, Laila Stieler étudie la dramaturgie cinématographique et télévisuelle à la Babelsberg Film Academy. En 1992, elle travaille pendant près d'un an dans l'équipe éditoriale de jeux télévisés du Mitteldeutscher Rundfunk avant de passer à la production télévisuelle UFA en 1993, où elle travaille comme productrice jusqu'en 2002. Elle est l'auteur ou co-auteur de nombreux scénarios pour les films d'Andreas Dresen et d'autres œuvres.
Laila Stieler vit à Thomsdorf dans l'Uckermark et a une fille. Elle est la fille de la réalisatrice de documentaires Barbara Junge.

## Filmographie partielle

### Au cinéma
- 1988 : Was jeder muß (court métrage – scénario)
- 1991 : So schnell es geht nach Istanbul (court métrage – scénario avec Andreas Dresen)
- 1992 : Pays tranquille (Stilles Land, scénario avec Andreas Dresen)
- 2000 : Die Polizistin
- 2005 : Willenbrock
- 2007 : Vie amoureuse (de) (Liebesleben, aussi dramaturgie)
- 2008 : Septième Ciel (Wolke 9)
- 2010 : Die Friseuse (aussi productrice)
- 2018 : Gundermann (scénario)
- 2022 : Rabiye Kurnaz gegen George W. Bush (scénario)
- 2024 : In Liebe, Eure Hilde d'Andreas Dresen (scénario)

### À la télévision
- 1994 : Polizeiruf 110 (« Opfergang » – seulement productrice)
- 1994 : Mein unbekannter Ehemann
- 2000 et 2002 : Achterbahn (série télévisée, deux épisodes – scénario)
- 2007 : Ein verlockendes Angebot (scénario avec Güzin Kar, aussi productrice)
- 2008 : Patchwork
- 2009 : Mein Mann, seine Geliebte und ich
- 2009 : Wohin avec Vater? (aussi productrice)
- 2011 : Die Lehrerin (aussi productrice)
- 2013 : Willkommen auf dem Land (aussi productrice)
- 2015 : Brief an mein Leben
- 2016 : Mitten in Deutschland (« NSU » – « Die Opfer » – « Vergesst mich nicht »)
- 2017 : Eine Braut kommt selten allein

## Distinctions
Pour son scénario de Die Polizistin, Laila Stieler a reçu le prix du téléfilm de l'Académie allemande des arts du spectacle en 2000 et le prix Adolf Grimme en or l'année suivante. Pour d'autres productions, elle a reçu le Lion d'or et le prix de la télévision bavaroise. Pour son scénario du film Gundermann d'Andreas Dresen, elle a remporté le prix du cinéma allemand en 2019, le "Lola".
- Prix de la télévision bavaroise (1999)
- Prix Adolf-Grimme (2001)
- Prix du film allemand (2019)
- Berlinale 2022 : Ours d'argent du meilleur scénario pour Rabiye Kurnaz gegen George W. Bush